# Rothschildia hopfferi
Rothschildia hopfferi är en fjärilsart som beskrevs av Felder 1859. Rothschildia hopfferi ingår i släktet Rothschildia och familjen påfågelsspinnare. Inga underarter finns listade.